# Enyaliopsis matabelensis
Enyaliopsis matabelensis är en insektsart som beskrevs av Sjöstedt 1913. Enyaliopsis matabelensis ingår i släktet Enyaliopsis och familjen vårtbitare. Inga underarter finns listade i Catalogue of Life.